# Liste der Kellergassen in Sierndorf
Die Liste der Kellergassen in Sierndorf führt die Kellergassen in der niederösterreichischen Gemeinde Sierndorf an.
| Foto |                 | Kellergasse               | Standort                        | Beschreibung |
| ---- | --------------- | ------------------------- | ------------------------------- | --- |
| BW   | Datei hochladen |                           | KG: Höbersdorf Standort         | Die Kellergasse ist eine einseitige Einzelkellergasse an einer Geländekante. Sie besteht aus 9 Gebäuden und hat eine Länge von 100 Metern.                                               |
| BW   | Datei hochladen | Senninger Straße          | KG: Höbersdorf Standort         | Die Kellergasse ist eine beidseitige Einzelkellergasse in Grabenlage. Sie besteht aus 9 Gebäuden und hat eine Länge von 60 Metern.                                                       |
| ja   | Datei hochladen | „Bei Friedhof und Kirche“ | KG: Oberhautzental Standort     | Die Kellergasse ist eine einseitige Einzelkellergasse an einer Geländekante. Sie besteht aus 16 Gebäuden und hat eine Länge von 250 Metern.                                              |
| BW   | Datei hochladen | „Hintaus“                 | KG: Oberhautzental Standort     | Die Kellergasse ist eine einseitige Einzelkellergasse an einer Geländekante. Sie besteht aus 15 Gebäuden und hat eine Länge von 150 Metern.                                              |
| BW   | Datei hochladen | „Beim Friedhof“           | KG: Obermallebarn Standort      | Die Kellergasse ist ein beidseitiges Kellergassensystem in Graben- und Hohlweglage. Sie besteht aus 24 Gebäuden und hat eine Länge von 200 Metern.                                       |
| BW   | Datei hochladen | „Hintaus“                 | KG: Obermallebarn Standort      | Die Kellergasse ist eine beidseitige Einzelkellergasse in Grabenlage. Sie besteht aus 17 Gebäuden und hat eine Länge von 150 Metern.                                                     |
| ja   | Datei hochladen | Kellergasse               | KG: Oberolberndorf Standort     | Die Kellergasse ist eine einseitige Einzelkellergasse in der Ebene. Sie besteht aus 11 Gebäuden und hat eine Länge von 100 Metern.                                                       |
| BW   | Datei hochladen |                           | KG: Senning Standort            | Die Kellergasse ist eine einseitige Einzelkellergasse an einer Geländekante. Sie besteht aus 31 Gebäuden und hat eine Länge von 400 Metern.                                              |
| BW   | Datei hochladen | „Streitdorfer Straße“     | KG: Senning Standort            | Die Kellergasse ist eine einseitige Einzelkellergasse an einer Geländekante. Sie besteht aus 18 Gebäuden und hat eine Länge von 300 Metern.                                              |
| ja   | Datei hochladen | „Hintaus I“               | KG: Unterhautzenthal Standort   | Die Kellergasse ist eine einseitige Einzelkellergasse an einer Geländekante. Sie besteht aus 13 Gebäuden und hat eine Länge von 100 Metern.                                              |
| ja   | Datei hochladen | „Hintaus II“              | KG: Unterhautzenthal Standort   | Die Kellergasse ist ein beidseitiges Kellergassensystem in Hanglage. Sie besteht aus 7 Gebäuden und hat eine Länge von 80 Metern.                                                        |
| BW   | Datei hochladen | „Kellerberg“              | KG: Untermallebarn Standort     | Die Kellergasse ist ein beidseitiges Kellergassensystem in Hanglage. Sie besteht aus 39 Gebäuden und hat eine Länge von 500 Metern. Die älteste Datierung geht auf das Jahr 1924 zurück. |
| ja   | Datei hochladen | „Hintaus“                 | KG: Unterparschenbrunn Standort | Die Kellergasse ist ein beidseitiges Einzelkellergassensystem in Muldenlage. Sie besteht aus 7 Gebäuden und hat eine Länge von 50 Metern.                                                |

| Foto:                    | Fotografie der Kellergasse (Gesamtheit). Klicken des Fotos erzeugt eine vergrößerte Ansicht. Daneben finden sich zwei Symbole: \| Weitere Bilder vorhanden \| Das Symbol bedeutet, dass weitere Fotos des Objekts verfügbar sind. Durch Klicken des Symbols werden sie angezeigt. \| \| Eigenes Foto hochladen \| Durch Klicken des Symbols können weitere Fotos des Objekts in das Medienarchiv Wikimedia Commons hochgeladen werden. \| |
| Name:                    | Bezeichnung der Kellergasse |
| Standort:                | Es ist die Katastralgemeinde (KG) angegeben. Durch Aufruf des Links Standort wird die Lage der Kellergasse in verschiedenen Kartenprojekten angezeigt. |
| Beschreibung             | Kurze Beschreibung der Kellergasse |
| Weitere Bilder vorhanden | Das Symbol bedeutet, dass weitere Fotos des Objekts verfügbar sind. Durch Klicken des Symbols werden sie angezeigt. |
| Eigenes Foto hochladen   | Durch Klicken des Symbols können weitere Fotos des Objekts in das Medienarchiv Wikimedia Commons hochgeladen werden. |